# Sporting Foot-Ball Club
O Sporting Foot-Ball Club foi um clube de futebol brasileiro da cidade de Belém, capital do estado do Pará.

## Origens
A equipe foi inicialmente fundada como "Bola Clube". Também é referida como "Sporting Clube do Pará". Foi criada no ano de 1969 por membros da comunidade portuguesa em Belém descontentes com os rumos da Tuna Luso Brasileira. A Tuna havia conquistado mais de um terço dos campeonatos paraenses travados entre 1938 e 1958, mas passava àquela altura jejum de onze anos.[carece de fontes?] O nome Sporting foi inspirado no Sporting Clube de Portugal, com a equipe paraense também reproduzindo o mesmo uniforme do clube europeu.

## Campanhas
Estreou no Campeonato Paraense de Futebol de 1970, ainda com um elenco amador em um torneio profissional. Justamente naquela edição, a Tuna, após jejum que já era de doze anos, voltou a ser campeã. Nos jogos entre os dois clubes lusitanos naquele campeonato, ambos no estádio Evandro Almeida, a Tuna ganhou por 3-0 e 1-0.
O Sporting seguiu tomando parte nas edições seguintes, tendo estes resultados contra os campeões: derrota de 3-1 e 2-1 para o Paysandu em 1971; derrotas de 2-1, 1-0 e empate em 0-0 com o Paysandu em 1972; derrota de 4-0 e empate em 1-1 com o Remo em 1973 - com o empate, com um jogador a menos e em pleno estádio do oponente, provocando a saída do técnico remista Wilson Santos a duas partidas do fim, apesar do título, já sob o substituto Aloísio Brasil, vir de forma invicta; empate de 0-0 e derrotas de 3-0 e 1-0 para o Remo em 1974, com as duas últimas partidas sendo em rodadas duplas justamente com jogos entre os respectivos "rivais" Tuna e Paysandu; derrotas de 7-0 e 4-0 para o Remo em 1975; e derrota de 1-0 para o Paysandu em 1976.
No torneio de 1977, o Sporting já não tomou parte da competição. O último torneio disputado, em 1976, foi justamente a primeira edição com times para além dos arredores da capital Belém, com representantes das cidades de Marabá e Santarém, acarretando em necessidade de viagens a estas cidades.

## Jogadores destacados
Talvez o mais célebre jogador a passar pelo clube foi o goleiro Edson Cimento, eleito o melhor do país em 1977, quando recebeu a Bola de Prata da revista Placar por seu desempenho no Brasileirão daquele ano. Edson foi descoberto após destacar-se ainda adolescente pela seleção de sua cidade natal de Capanema no Torneio Intermunicipal de 1970, conquistado pela primeira vez por ela, e de forma invicta, com os jogos finais realizando-se na capital estadual. Foi Edson o goleiro do Sporting nos três jogos de resultados apertados contra o campeão Paysandu em 1972. No torneio seguinte, em 1973, ele já era jogador justamente da Tuna, cujos dirigentes o adquiriram por cinco mil cruzeiros, embora o Sporting fosse semiamador. O goleiro, a ter seu passe vinculado à Tuna até 1982, viraria um dos maiores ídolos deste clube, assim como um dos maiores de sua posição no futebol paraense.